# 聽覺心像
听觉心像（英文：Auditory imagery）是一种心理图像 ，可在没有外部听觉刺激的时候用于组织和分析声音。这种心像被分為幾種听觉模態，如言語心像或音乐心像，且这种心像模態不同于运动心像或视觉心像等其他感觉心像 。听觉心像的生动性和细节因人而异，取决于他们的背景和大脑状况。透過听觉心像的研究， 行为神经科学家发现，在受试者头脑中产生的听觉心像是实时生成的，包含了可量化的听觉特性以及旋律和谐波关系的精确資訊。隨著正子断层照影和fMRI的發明，我們得以确认生理和心理的相关性，使得這些研究在近期能夠得到證實和認可。

## 图像属性

### 节奏
听觉心像中节奏的准确性通常会在回憶时受到影响，但是人们对节奏的感知卻保持了一致性。在调查受试者的听觉心像时，他們的節奏感通常保持在「過去某一刻所聽到歌曲原始節奏的8%以內。」 透過让受试者比较歌曲中两个单词的音高可以表明这一点。例如，人们可以透過在他们的头脑中唱“ 聖誕鈴聲 ”，并确定“Snow”和“Sleigh”这两个词之间的音高是否有差异，如果两个单词之间的間隔较大，则需要更长的时间比较两个单词的音高。因此，旋律的节奏结构會保留在听觉心像中。然而，如果一個人接受過音乐训练，那么這個人在他的听觉心像節奏表徵上，會具有更大的灵活性。 

### 音调(音高)
人类在音调的細節上保留了相对较强的听觉心像，這可以透過音乐训练得到改善。然而，培养具有绝对音準的听觉心像，使其能够在听到声音时确定音符，則取决于儿童音乐训练和遗传因素。 人们能够改善对音调的辨别能力，但是无法改善他们的檢測能力。听觉心像音調检测的研究表明，当判断两个高的音調而非两个低的音調时，反應時間會减少。 

### 音量(响度)
在声音的许多方面， 音量是听觉心像中最常丢失或受损的特征。當人們試圖想像一首歌時，顯而易見，在聽覺心像中幾乎沒有明顯的音量動態。根据Pitt和Crowder的说法，我们听觉心像中的音量编码与任何生理神经因素几乎没有相关性。 Intons-Petersons等其他科学家則认为，我们的听觉心像中存在音量编码，若是如此，它很可能发生在人的运动皮层中。 

### 口語
从歌词或詞彙发展而来的听觉心像通常也被认为是内在语言的一部分。当人们想像自己或他人的聲音時，會認為是內心的聲音，但一些研究人员认为，這是缺乏对言语的自我监控。口語的聽覺心像通常指的是想像說話的過程，當試圖回想某人說話的內容或他們的聲音時，這種想像可能會發生。對於人们练习和组织想要亲自说出的事物，听觉语言心像被认为是有用的。例如，练习演讲或准备唱某首歌中的一個段落。 

## 生理

### 听觉心像
為了提供一致的、局部的，以及更具體的证据，认知科学家對於找出涉及心理成像的脑部结构非常地感興趣。目前已经确定听觉心像會使用右叶，患有右叶病变的人往往难以产生听觉心像。这是因为听觉成像需要使用额葉右叶、颞上回右叶以及许多右側聽覺聯合皮層。这些大脑局部區域通常涉及解释声音的音調變化（例如悲伤或愤怒的声音）。 
右丘脑被假设为听觉心像检索的一部分，而辅助运动区域也參與生成图像及编码运动过程。在想像运动任务而非过度执行时，辅助运动区域也參與了，因此想像运动任务與辅助运动区域的激活也有所關聯。这表明形成听觉心像一定程度上也是运动任务。 
在形成听觉言语心像期間，下额叶皮层、岛叶會被激活，此外還有，辅助运动区域、左上颞/下顶叶区域、右后小脑皮层 、左側中央前沟和上颞葉腦迴也會被激活。此外，大腦的其他區域在聽覺成像過程中也被激活，但是還沒有一個編碼過程與之相關，比如額極區和胼胝體下迴 。 

### 预期的心像

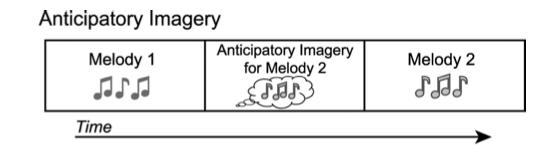
當人們接收到聽覺輸入時，就會產生聽覺心像。隨著與有組織的聲音片段之間的聯繫變得更強、更複雜，聲音中所包含的寂靜可以引發大腦中的聽覺心像。

隨著音樂或重複對話等聲音片段之間的聯繫變得更強、更複雜，甚至與聲音有關的寂靜也能在大腦中引發聽覺心像。已有研究表明，在人們反复聽CD的期間，而其音軌之間保持寂靜，然後用fMRI分析神經活動，結果一致發現到，前额皮质和前运动皮质区域會在對聽覺心像的預期過程中被激活。在學習歌曲的早期階段，經常使用前額葉尾端皮層，而在後期，會更多地使用前額葉前端皮層，這表明在聽覺成像中，所使用的關聯皮質區域會發生變化。

## 图像感知

### 音乐培训和经验
音乐训练一直被证明是强化听觉心像的有效方式，使人们能够辨别和操纵聲音的各種特徵，如音調、音色、节奏等。音樂訓練可以透過時空發射模式，使局部神经元網路更容易同步激發（赫布理论），这可以解释为什么非音乐听觉心像在音乐训练的科目中得到增强。对于音乐稚拙的人来说，音乐主要是一种外在的体验。在所有听觉心像任务中，稚拙的人比训练有素的人明显表現更差。

### 生動程度的差异
即使受试者不會把听觉心像跟所感知的聲音混淆，但是某些人可能会经历非常生动的听觉心像。人与人之间生動程度的差异，可能是感覺過程和高階認知之間重要的神經元關聯。巴克内尔听觉心像评分用於评估一个人的听觉心像的生动性，并显示与颞上回和前额皮质的神经元活动有直接相关。音乐训练並不能改善听觉心像的生动性，但是生动性是否能夠改進，或者專用於生动性的电路是否已经证实則尚無定論。

### 梦
已有了一些受试者在做梦期间产生听觉心像的研究。当从快速眼动睡眠醒来时，人们會在夢中經歷不同種類的聽覺心像。听觉心像通常在快速眼动睡眠中相当普遍，其中大部分是言语听觉心像。研究发现，梦中最后的听觉心像通常是梦中自我角色所说的话。關於腦損傷患者及兒童夢，一些夢中聽覺心像的發現也已經完成，但更具推測性。

### 符号聽想
许多傳聞表明，阅读乐谱可以使音乐家感知他们正在阅读的音符的听觉心像，这是一种称为符号聽想的现象。目前的研究表明，藉由閱讀一種有趣研究模式的符號，以理解資訊在大腦中的編碼方式，只有一些能讀懂樂譜的音樂家，能夠在閱讀該符號時聽到模仿旋律的內心聲音。由于信号在单一感覺管道上引发冲突，使得在發聲分心的期間，音樂家的符号聽想會显着受损。一些精通阅读乐谱的音乐家可能会在阅读下方莫扎特第40号交响曲的摘录时，体验到听觉心像。

### 思覺失調症(精神分裂症)
精神分裂症患者的現實感及面對現實的反應能力較弱。此外，60％的患有精神分裂症的患者被假设會感覺到更加生动的听觉心像。当正常受试者和精神分裂症受试者都被要求产生听觉心像时，显示精神分裂症患者的后側大脑皮质、海马迴、双侧扁豆形巢、右丘脑、中上皮层和左侧伏隔核激活更弱。这些區域对内在語言和言语自我监测很重要，也就能解释为什么精神分裂症更容易引起幻听 。这些幻听不同于通常是第一人称想像的内部独白，幻覺是在第二和第三人稱的想像中產生的，推測是由於在第二或第三人稱想像期間，左側前運動區、顳中和下頂葉皮層以及輔助運動區活動會增強所致。

## 含義和研究方向
對聽覺心像的研究可以深入了解被稱為“耳蟲”的非自願侵入性心像。有個與此相關的現象是，基督教教友都有過耳蟲的經歷，這是指Jingle的聲音迴繞在一個人的腦袋裡。然而，一些患有強迫症的人可能會有頑固的耳蟲，它們可能會以年為單位，長期駐留在患者腦中。因此，對聽覺心像的研究也許能夠拯救他們，使他們擺脫耳蟲造成的聽覺心像之苦。
這些研究對於想要瞭解人類記憶和音樂認知如何運作的心理學家來說非常重要。對於大多數記憶模式，人們不會自發地記住事實或想法，除非對他們當前的狀況產生壓力，然而聽覺心像卻可以不斷自發地出現在人們的腦海中。因此有證據表明，這種記憶模式與其他模式不同。例如，記住的聽覺心像通常長達 10-20 秒，但記住事實或場景卻不一定能夠像聽覺心像那樣「保留時間戳記」。這種見解將有助於理解音樂和記憶的關係。
此外，音樂家和音樂教育者可以透過磨練他們的聽覺心像來減少他們在身體上必須做的練習，因為聽覺辨別和組織的精細化。透過提高一個人操縱他們的“內耳”和聽覺心像概念的能力，他們可以用更少的努力和時間，更好地學習和演奏音樂。